# Caramoran
Caramoran è una municipalità di quarta classe delle Filippine, situata nella Provincia di Catanduanes, nella Regione di Bicol.
Caramoran è formata da 27 baranggay:
- Baybay (Pob.)
- Bocon
- Bothoan (Pob.)
- Buenavista
- Bulalacao
- Camburo
- Dariao
- Datag East
- Datag West
- Guiamlong
- Hitoma
- Icanbato (Pob.)
- Inalmasinan
- Iyao

- Mabini
- Maui
- Maysuran
- Milaviga
- Obi
- Panique
- Sabangan
- Sabloyon
- Salvacion
- Supang
- Toytoy (Pob.)
- Tubli
- Tucao